# Byrrhodes omnistrius
Byrrhodes omnistrius är en skalbaggsart som beskrevs av Ford 1998. Byrrhodes omnistrius ingår i släktet Byrrhodes och familjen trägnagare. Inga underarter finns listade i Catalogue of Life.